# Comuna Koneva, Moghilău
Koneva (în ucraineană Конева) este o comună în raionul Moghilău, regiunea Vinnița, Ucraina, formată din satele Koneva (reședința) și Sadova.

## Demografie
Componența lingvistică a satului Koneva
     Ucraineană (99,67%)
     Alte limbi (0,33%)
Conform recensământului din 2001, majoritatea populației satului Koneva era vorbitoare de ucraineană (99,67%), existând în minoritate și vorbitori de alte limbi.